# Czesław Bloch
Czesław Bloch (ur. 1 listopada 1927 w Nowej Wsi Wschodniej, zm. 3 kwietnia 2000 w Lublinie) – polski historyk, profesor Katolickiego Uniwersytetu Lubelskiego, wieloletni kierownik Katedry Historii Najnowszej w Wydziale Nauk Humanistycznych Katolickiego Uniwersytetu Lubelskiego.

## Życiorys
W latach pięćdziesiątych był nauczycielem przysposobienia obronnego w Liceum Ogólnokształcącym w Ostrołęce. W okresie od 1960 do 1964 roku jako młody pracownik naukowy pełnił funkcję opiekuna koła historyków KUL. W latach 1975–79 był kuratorem koła. Następnie kierował pracami Zakładu Duszpasterstwa i Migracji Polonijnych (1979–1984). Pełnił także funkcję redaktora naczelnego Studiów Polonijnych. Od 1984 do śmierci kierownik Katedry Historii Najnowszej KUL.
W kręgu jego zainteresowań znajdowały się biografie wybitnych Polaków, mężów stanu, m.in. generała Ignacego Prądzyńskiego, któremu poświęcił monografię. W badaniach naukowych zajmował się także walkami niepodległościowymi Polaków, polskimi ruchami politycznymi, historią emigracji, deportacjami ludności polskiej do ZSRR, jak również stosunkami międzynarodowymi, ze szczególnym uwzględnieniem stosunków rosyjsko-amerykańskich.
Prowadził zaangażowaną działalność społeczną, był członkiem i zasiadał w zarządach wielu organizacji. Pełnił funkcję prezesa Przymierza Ludowo Narodowego, był także redaktorem naczelnym założonego przez siebie Nowego Przeglądu Wszechpolskiego. Pismo zostało założone w 1994 roku.
Brał także udział w pracy wielu towarzystw naukowych, min. Towarzystwa Naukowego KUL, Lubelskiego Towarzystwa Naukowego, Komitetu Badań Polonii PAN, Rady Naukowej Ośrodka Badania Historii Wojskowej Muzeum Wojska w Białymstoku, a także Polish Genealogical Society w Chicago. Był także przyjacielem i współpracownikiem Radia Maryja.
Nieudane de facto, były podejmowane przez Służbę Bezpieczeństwa próby werbunku Czesława Blocha na tajnego współpracownika (TW „Pedagog” 1962-1963).

## Wybrane publikacje
- Generał Ignacy Prądzyński, 1792–1850
- Władysław Sikorski, Ignacy Paderewski: praca zbiorowa
- Powrót Polski na mapę Europy
- Wybór i pontyfikat Jana Pawła II a Polonia w świecie